# Skupina (periodická tabulka)

Periodická tabulka s vyznačenými skupinami 1-18

Skupina v periodické tabulce prvků je její vertikální sloupec. Ve standardní tabulce existuje 18 skupin prvků.
Prvky ve skupinách mají často podobné chemické a fyzikální vlastnosti. Tento jev se vysvětluje podobným uspořádáním elektronů ve valenční elektronové slupce.

## Číslování skupin
Existují tři druhy číslování skupin v periodické tabulce. Jeden používá arabské číslice a zbylé dva římské. Číslování arabskými číslicemi je v současné době doporučováno organizací IUPAC.

## Seznam skupin
V závorce je uvedeno zastaralé číslování (evropský a americký systém), které bývá také nazýváno jako grupa.
- 1. skupina (IA, IA) – alkalické kovy
- 2. skupina (IIA, IIA) – kovy alkalických zemin
- 3. skupina (IIIA, IIIB)
- 4. skupina (IVA, IVB)
- 5. skupina (VA, VB)
- 6. skupina (VIA, VIB)
- 7. skupina (VIIA, VIIB)
- 8. skupina (VIII)
- 9. skupina (VIII)
- 10. skupina (VIII)
- 11. skupina (IB, IB)
- 12. skupina (IIB, IIB)
- 13. skupina (IIIB, IIIA) – triely
- 14. skupina (IVB, IVA) – tetrely
- 15. skupina (VB, VA) – pentely (pniktogeny)
- 16. skupina (VIB, VIA) – chalkogeny
- 17. skupina (VIIB, VIIA) – halogeny
- 18. skupina (VIIIA) – vzácné plyny